# لين يو
لين يو هو لاعب تنس الطاولة دومينيكاني، ولد في 1 سبتمبر 1979 في فوجيان في الصين.

## وصلات خارجية
- لين يو على موقع منظمة تنس الطاولة العالمي (الإنجليزية)
- لين يو على موقع أوليمبيديا (الإنجليزية)